# شين يي يون
شين يي يون (الكورية: 신예은) هي ممثلة كورية جنوبية. ولدت في 18 يناير 1998 في سوكوتشو، كوريا الجنوبية. اشتهرت بدورها في سلسلة الويب المراهق.

## فيلموغرافيا

### مسلسلات تلفزيونية
| سنة  | عنوان               | دور          | قناة البث    | المراجع |
| ---- | ------------------- | ------------ | ------------ | ------- |
| 2019 | هو مستبصر نفسي      | يون جاي إن   | تي في إن     | [ 3 ]   |
| 2020 | مرحبا               | كيم سول آه   | كي بي إس 2   | [ 4 ]   |
| 2020 | أكثر من مجرد أصدقاء | كيونغ وو يون | جاي تي بي سي | [ 5 ]   |
| 2023 | قصة حب طلاب الزهرة  | يون دان أوه  | اس بي اس     | [ 6 ]   |
| 2024 | جيونغ-نيون          | هيو يونغ-سيو | تي في ان     | [ 7 ]   |
| 2025 | مائة ذكرى           | جونغ سو      | جاي تي بي سي | [ 8 ]   |

### مسلسلات ويب
| عام  | عنوان               | الدور                   | الشبكة  | ملاحظة            | المراجع |
| ---- | ------------------- | ----------------------- | ------- | ----------------- | ------- |
| 2018 | المراهقون-أ         | دو ها نا                |         |                   |         |
| 2019 | المراهقون 2         | دو ها نا                |         |                   |         |
| 2022 | رجال شرطة مبتدئين   | جانغ سو يون             | ديزني+  | دور الكاميو (ح.1) | [ 9 ]   |
| 2022 | خلايا يومي          | يو دا يون               | تيفينج  | الموسم 2          | [ 10 ]  |
| 2022 | انتقام الشخص الثالث | اوك تشان مي             | ديزني+  |                   | [ 11 ]  |
| 2022 | المجد               | بارك يون جين (المراهقة) | نتفلكيس |                   | [ 12 ]  |

## روابط خارجية
- شين يي يون على موقع IMDb (الإنجليزية)
- شين يي يون على موقع روتن توميتوز (الإنجليزية)
- شين يي يون على موقع ألو سيني (الفرنسية)
- شين يي يون على موقع ميوزك برينز (الإنجليزية)
- شين يي يون على موقع ديسكوغز (الإنجليزية)
- شين يي يون على موقع قاعدة بيانات الفيلم (الإنجليزية)
- شين يي يون على موقع ليتربوكسد (الإنجليزية)
- شين يي يون على موقع كينوبويسك (الروسية)